# Шерехов, Иван Александрович
Иван Александрович Шерехов (1918 — ?) — советский футболист и тренер.
В 1946—1949 годах играл за «Нефтяник» Баку, в 1949 году провёл 20 матчей в I группе. Тренировал новороссийский «Цемент». Согласно официальному сайту «Черноморца», работал старшим тренером в 1961 — июле 1962, согласно другому источнику — был в 1958 — июле 1962 и в 1969 старшим тренером, в августе 1962—1964 — тренером.